# 地域マネジメント研究科
地域マネジメント研究科（ちいきマネジメントけんきゅうか、英: part of Regional Management）は、地域の発展と持続可能性を目指すための知識やスキルを提供する地域学・地域マネジメントを教育する大学院研究科。

## 大学院研究科例
- 香川大学大学院地域マネジメント研究科（ビジネススクール、MBA課程）
- 青森中央学院大学大学院地域マネジメント研究科 地域マネジメント専攻（修士課程）
- 札幌学院大学大学院地域社会マネジメント研究科
- 福井大学大学院国際地域マネジメント研究科（専門職大学院）
- 和歌山大学大学院観光学研究科（博士前期課程・博士後期課程・専門職学位課程）観光地域マネジメント専攻
- 長崎県立大学大学院地域創生研究科 地域社会マネジメント専攻
- 長崎国際大学大学院人間社会学研究科 地域マネジメント専攻（博士後期課程）
- 佐賀大学大学院地域デザイン研究科（修士課程）地域デザイン専攻 地域マネジメントコース
- 青山学院大学大学院経済学研究科 経済学専攻 公共・地域マネジメント専攻
- 岐阜大学大学院地域科学研究科
- 兵庫県立大学大学院地域資源マネジメント研究科
- 山梨大学大学院医工農学総合教育部 生命環境学専攻 地域環境マネジメントコース（学位は修士（学術））
- 社会構想大学院大学　地域プロジェクトマネージャー養成課程
- 岩手大学大学院総合科学研究科 地域創生専攻 地域・コミュニティデザインコース 地域マネジメントプログラム